# Danielle Perin Rocha Pitta
Danielle Perin Rocha Pitta (Vienne, 24 de outubro de 1944) é uma antropóloga franco-brasileira conhecida sobretudo por ter introduzido no Brasil a Teoria do Imaginário de Gilbert Durand, em 1974.

## Vida
Residente no Brasil desde 1949, é professora associada do Departamento de Antropologia e Museologia da Universidade Federal de Pernambuco, Recife - Brasil. Tem Doctorat d’État na Université Grenoble III sob a direção de Gilbert Durand, e pós-doutorado na Université Paris Descartes, sob a direção de Michel Maffesoli.

## Realizações
Centrou suas pesquisas sobre o imaginário do Norte/Nordeste do Brasil, desenvolvendo estudos comparados a partir do teste AT-9 de Yves Durand.
Criou o ATL-9, teste arquetípico do lugar utilizado em trabalhos académicos na École nationale supérieure d'architecture de Grenoble, na Sorbonne e na USP., e a noção de Trajeto Sexual.
Por sua iniciativa foi fundado pelo Instituto Joaquim Nabuco (atual Fundação Joaquim Nabuco) o primeiro Centro de Pesquisas sobre o Imaginário do Brasil (hoje são 71 registrados no CNPq), transferido posteriormente para a Universidade Federal de Pernambuco (UFPE) com o nome de Núcleo Interdisciplinar de estudos sobre o Imaginário,  do qual participa até hoje.
É presidente da Associação Ylê Setí do Imaginário.
Organizou entre 1976 e 2011, dezesseis congressos internacionais: os Ciclos de Estudos sobre o Imaginário.
É atualmente Membro do Conselho Diretor do CRI2I (Roménia, Cluj-Napoca) e da Association des Amis de Gilbert Durand (Chambéry, França).

## Escritos

### Livros
- As dimensões imaginárias da natureza (org.). São Paulo. FEUSP, 2021
- Imaginário africano e afro-brasileiro (org.). São Paulo. FEUSP, 2020
- Imaginário do terror (Org) São Paulo. FEUSP, 2019
- Anais do XVI Ciclo de Estudos sobre o Imaginário (Org.):Imaginario e dinâmicas do segredo (2011).
- Anais do XV Ciclo de Estudos sobre o Imaginário (Org.): Imaginário do envolvimento/ desenvolvimento (2008).
- Anais do XIV Ciclo de Estudos sobre o imaginário (Org.): As dimensões imaginárias da natureza (2006).
- Anais do XIII Ciclo de Estudos sobre o imaginário (Org.): Espaços Imaginários e Transculturalidade (2004).
- Anais do XII Ciclo de Estudos sobre o imaginário (Org.): Imaginário do terror (2002).
- Anais do XI Ciclo de Estudos sobre o imaginário (Org.):Imaginário e memória (2000).
- Anais do X Ciclo de Estudos sobre o imaginário (Org.):Imaginário e Cibercultura. Revista AntHropológicas, 1998.
- Anais do IX Ciclo de Estudos sobre o imaginário (Org.): Imaginário e Complexidade. Revista AntHropológicas, 1989.
- Anais do VIII Ciclo de Estudos sobre o imaginário (Org.): Imaginário e Localismo afetual. Revista AntHropológicas – PPGA/UFPE, 1996.
- Anais do III, IV, V Ciclo de Estudos sobre o imaginário (Org.): Vertentes do Imaginário: arte, sexo, religião. Editora Massangana/Universitária, 1995.
- Anais do II Ciclo de Estudos sobre o imaginário (Org.):O Imaginário e a simbologia da passagem (org.): Fundação Joaquim Nabuco, Editora Massangana, Recife - 1984.
- Anais do I Ciclo de Estudos sobre o imaginário (Org.): Imaginário e Criatividade. Recife: IJNPS, 1976.
- Ritmos do Imaginário (org.) - Editora UFPE, Recife - 2005.
- Introdução à teoria do imaginário de Gilbert Durand - Editora Atlântica, Rio de Janeiro - 2005.

### Artigos
- Uma ciência com “simultaneamente uma razão generosa e uma alma rigorosa”. In 100 anos Gilbert Durand. / Iduina Mont’Alverne Braun Chaves, Rogério de Almeida (Orgs.) – São Paulo: FEUSP, 2022
- Frontières et altérités : Exu. L’altérité vécue dans le Candomblé de Recife (Brésil). CAIETELE ECHINOX, v. 36,  2019
- Imaginário serial: compartilhamento de arquétipos. RUMORES (USP), v. 11, 2017.[1]
- Eu quero morrer aqui. Les Cahiers Européens de L'Imaginaire, v. 8, 2016.[2]
- Dynamiques sociales brésiliennes: le regard de Gilbert Durand. Esprit Critique (Montréal), v. 20, 2014.
- Le mal dans la conception du Candomblé. Caietele Echinox, v. 24, 2013.[3]
- O corpo inserido em diversas lógicas culturais: uma poética da sexualidade. Bagoas: Revista de Estudos Gays, v. 2, 2008.[4]
- Une des formes de la reception de l'oeuvre de Bachelard au Brésil. Cahiers Gaston Bachelard, Dijon - França, v. 4, 2001.
- Dynamiques du symbole dans la médiation mythique. Sociétés (Paris), paris - França, v. 70, 2000.
- L'imaginaire comme méthode d'appréhension des cultures complexes. Bulletin de Liaison Des Centres de Recherche Sur L'imaginaire, Dijon - França, v. 1, 1998.[5]
- Elementos de método na obra de Michel Maffesoli. Logos, Rio de Janeiro, 1998.
- Para uma arquitetura sensível. Revista de Antropologia (PPGA/UFPE), UFPE Recife, v. 1, n.2, 1998.
- Fractais de uma poética pernambucana. Revista de Antropologia (PPGA/UFPE), Recife, v. 7, 1998.
- As estruturas do imaginário na arte e na educação. Leitura e Literatura Para a Infância e Juventude, Fac. Tereza Martin/MEC, v. 1, 1997
- Cotidiano e Imaginário. Revista da Cchla Ufpb, Paraiba, 1997.
- O corpo situado no trajeto antropológico. Anais Corpo e Sentido, UNESP, v. 1, 1996.
- Images de la femme dans l'expression artistique (NE du Brésil). Cahiers de L'imaginaire, França, 1996.
- Simbolismo nos contos de Jaci Bezerra. Taira, Grenoble - França, v. 6, 1994.
- Traditions, structures de l'imaginaire et résistance culturelle des Indiens Fulni-ô du Nordeste du Brésil. Religiologiques, Quebec - Canadá, v. 6, 1992.
- Sincretismo na arte contemporânea do nordeste do Brasil. Anais da II Reunião de Antropólogos do Norte e Nordeste, Recife, v. 1, 1991.
- As particularidades culturais no Projeto Nacional: Nordeste. Revista de Cultura Vozes, São Paulo, v. 83, 1989.
- Augras, Monique - O duplo e a metamorfose (crônica bibliográfica). Cahiers du Brésil Contemporain, França, 1988.
- Mitos e símbolos no Xângo de Pernambuco. Cadernos de Ciências Sociais (Porto), Recife, v. 1, n.2, 1985.
- O tema da passagem no folclore pernambucano. Anais do II Ciclo de Estudos Sobre o Imaginário, Recife, v. 1, n.1, 1984.
- Simbolismo em Pernambuco. Ciência e Trópico, IJNPS, Recife, 1983.
- O impacto sócio-cultural sobre o Regime das Imagens. Arquivo Brasileiro de Psicologia, Rio de Janeiro, v. 32, n.4, 1980.
- Simbolismo e folclore. Série Folclore, Recife, v. 88, n.1, 1979.
- O imaginário na arte de João Câmara e Francisco Brennand. Anais do 1o Ciclo de Estudos Sobre o Imaginário, Recife, v. 1, n.1, 1977.
- Sociologia do Imaginário. Ciência e Trópico,  IJNPS, Recife, v. 3, n.1, 1975.